# پرستواقیانوسی آبی‌رنگ
پرستواقیانوسی آبی‌رنگ (نام علمی: Procelsterna cerulea) نام یک گونه از تیره کاکاییان است.